# Årets sörmlänning
Årets sörmlänning, titel som tilldelas en sörmlänning varje år sedan 2007 (2006 års pris). Priset röstats fram av SR Sörmlands lyssnare. Priset för år 2006 delades ut av landshövding Bo Könberg.

## Vinnare och nominerade
- 2007 - Vinnare: Tomas Svensson [1]

Övriga nominerade: Peter Öberg, Jan Persson, Vivianne Jansson, Sebastian Larsson, Inger Klingensjö, Yvonne Ryding, Mats Bergmans. 
- 2006 - Vinnare: Peter Fröjdfeldt[3]

Övriga nominerade: Göran Persson, Catti Edfeldt, Fredrik Lindström, Per Westerberg, Mats Bergmans.